# تشبي جونسون
تشبي جونسون (بالإنجليزية: Chubby Johnson)‏ هو صحفي وممثل أمريكي، ولد في 13 أغسطس 1903 في تير هوت في الولايات المتحدة، وتوفي في 31 أكتوبر 1974 في هوليوود في الولايات المتحدة.

## أعمال

### أفلام
- (1952) ظهيرة مشتعلة
- (1954) كارثة جين

## وصلات خارجية
- تشبي جونسون على موقع IMDb (الإنجليزية)
- تشبي جونسون على موقع قاعدة بيانات الفيلم (الإنجليزية)